# 머서 대학교

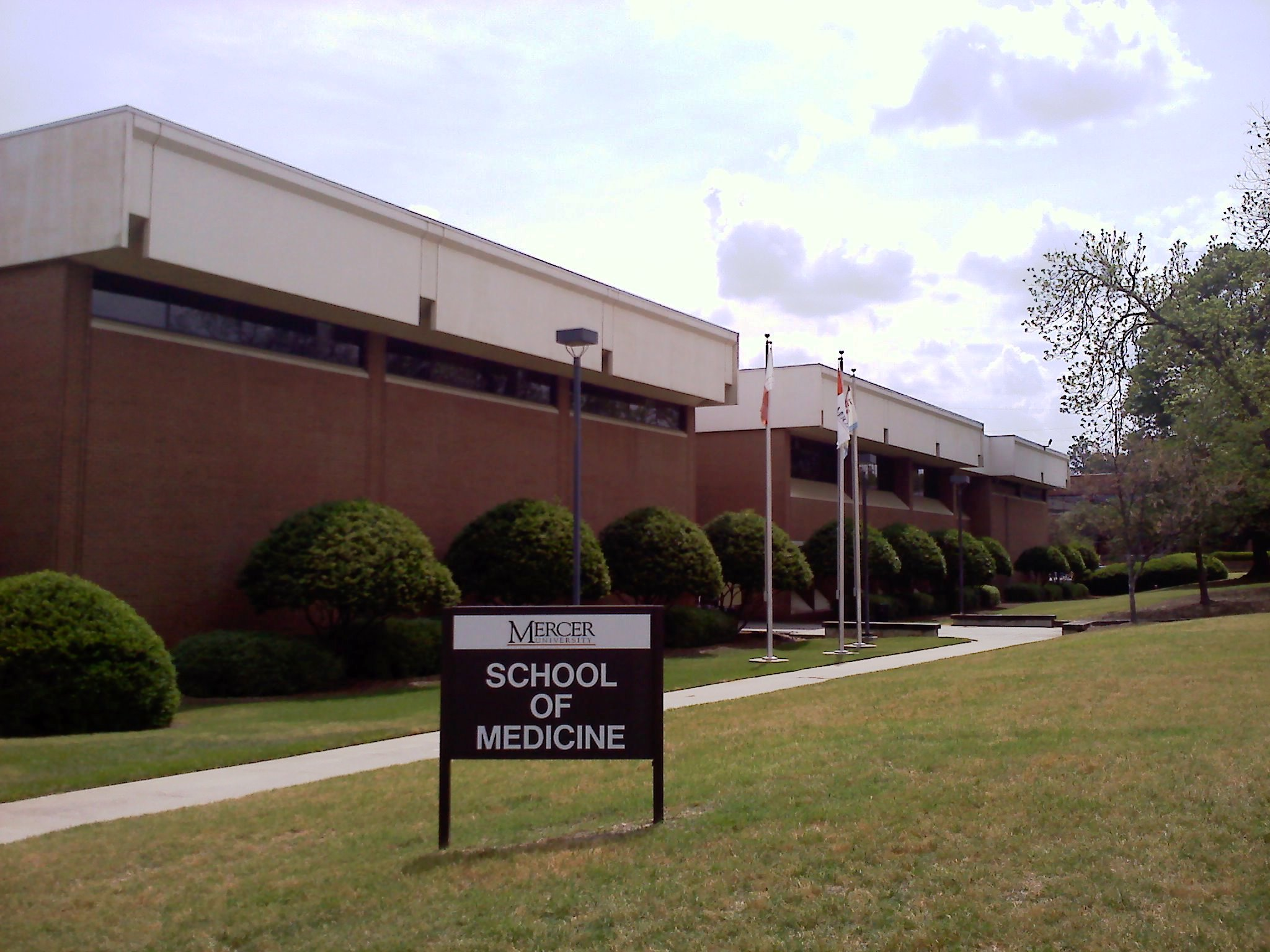

머서 대학교(Mercer University)는 미국 조지아주 메이컨에 주 캠퍼스를 둔 사립 연구형 대학이다. 1833년 머서 인스티튜트(Mercer Institute)라는 교명으로 세워졌으며 1837년 대학교(university) 지위를 얻었으며 조지아주에서 가장 오래된 사립 학교이다. 9,000명 이상의 학생이 12개 칼리지 및 학교에 등록되어 있다: 리버럴 아츠 칼리지, 비즈닛, 공학, 교육, 음악, 직업훈련, 법학, 신학, 의학, 약리학, 간호, 헬스 프로페션.